# Rhiannon (Vorname)
Rhiannon ist ein weiblicher Vorname, der vorwiegend im englischen Sprachraum verbreitet ist. Er leitet sich von der Gottheit Rhiannon aus der keltischen Mythologie von Wales ab. Es wird angenommen, dass der Name von Rigani für „große Königin“ abgeleitet ist.

## Varianten
- Rhianna

## Namensträgerinnen
- Rhiannon Giddens (* 1977), US-amerikanische Sängerin
- Rhiannon Lassiter (* 1977), britische Schriftstellerin
- Rhiannon „Rhi“ Jeffrey (* 1986), US-amerikanische Schwimmerin
- Rhiannon Fish (* 1991), australische Schauspielerin
- Rhiannon Williams (* 20. Jahrhundert), australische Schriftstellerin